# Mademoiselle De Lafontaine
La Fontaine eller Mademoiselle De Lafontaine (fullständigt namn okänt), född 1655, död 2 oktober 1738, var en fransk ballerina. Hon räknas som världens första professionella balettdansös vars namn är känt. 
Hon var engagerad vid Parisoperan mellan 1681 och 1693.  Hon gjorde sin debut i Le Triomphe de l'amour, vilket var den första offentliga baletten med kvinnliga deltagare (tidigare hade kvinnliga roller spelats av män), och blev därmed världens första kvinnliga balettdansare. Tillsammans med bland andra Jean-Baptiste Lully tillhörde hon de pionjärer som utvecklade balettkonsten genom hovbaletten under Ludvig XIV:s uppmuntran och beskydd. Hon dansade den kvinnliga huvudrollen i minst arton uppmärksammade produktioner. Under denna tid dansade kvinnor fortfarande i långa kjolar och korsett, och tekniken var ännu outvecklad, men La Fontaine blev uppskattade för sin grace och kallades "Dansens drottning". Hon avslutade sin karriär 1693 och gick i kloster.